# Irlanda ai XXI Giochi olimpici invernali
L'Irlanda ha partecipato ai XXI Giochi olimpici invernali, che si sono svolti dal 12 al 28 febbraio 2010 a Vancouver, in Canada, con una delegazione di 6 atleti.

## Bob
| Gara                | Equipaggio               | Manche 1 | Manche 2 | Manche 3 | Manche 4 | Totale  | Posizione |
| ------------------- | ------------------------ | -------- | -------- | -------- | -------- | ------- | --------- |
| Bob a due femminile | Aoife Hoey Claire Bergin | 55"04    | 54"49    | 54"73    | 54"58    | 3'38"84 | 17        |

## Sci alpino
| Gara   | Atleta         | 1° manche | 2° manche | Tempo totale | Posizione |
| ------ | -------------- | --------- | --------- | ------------ | --------- |
| Slalom | Shane O'Connor | 1'00"8    | 1'04"31   | 2'05"14      | 45        |

| Gara    | Atleta         | 1° manche    | 2° manche | Tempo totale | Posizione |
| ------- | -------------- | ------------ | --------- | ------------ | --------- |
| Slalom  | Kirsty McGarry | squalificata |           |              |           |
| Gigante | Kirsty McGarry | 1'24"28      | 1'20"92   | 2'45"20      | 50        |

## Sci di fondo
| Gara                   | Atleta             | Tempo d'arrivo | Posizione |
| ---------------------- | ------------------ | -------------- | --------- |
| 15 km a tecnica libera | Peter-James Barron | 43'50"4        | 91        |

## Skeleton
| Gara             | Atleta          | Manche 1 | Manche 2 | Manche 3 | Manche 4 | Totale | Posizione |
| ---------------- | --------------- | -------- | -------- | -------- | -------- | ------ | --------- |
| Singolo maschile | Patrick Shannon | 55"18    | 55"20    | 54"60    | -        | -      | 25        |